# IIIe Assemblée galloise
4 mai 2007 — 31 mars 2011 
 (3 ans, 10 mois et 27 jours)
Présentation
Direction
Précédent Suivant
La IIIe Assemblée galloise (Third Welsh Assembly en anglais et Trydydd Cynulliad Cymru en gallois), plus couramment appelée la IIIe Assemblée (Third Assembly en anglais et Y Trydydd Cynulliad en gallois), est la législature dévolue de l’assemblée nationale du pays de Galles qui s’ouvre le 4 mai 2007 à la suite des élections tenues la veille et s’achève le 31 mars 2011.
Comme sous les première et deuxième mandatures, aucun parti ne détient la majorité absolue au sein de l’Assemblée entrante dont la séance inaugurale se déroule le 9 mai 2007. Cependant, le Labour, à la tête d’une majorité relative pour la troisième fois, forme un gouvernement minoritaire dirigé par Rhodri Morgan, de nouveau désigné premier ministre en mai 2007.
À la suite d’un accord de coalition conclu entre le Labour et Plaid Cymru, Rhodri Morgan, toujours chef du gouvernement, forme en juillet 2007 le premier cabinet majoritaire de la mandature avec Ieuan Wyn Jones comme vice-premier ministre. Après la démission de Rhodri Morgan, Carwyn Jones devient premier ministre en décembre 2009 et forme le second gouvernement majoritaire de la législature.
Pendant toute la durée de la mandature, la présidence de l’Assemblée incombe à Dafydd Elis-Thomas, secondé par Rosemary Butler en qualité de vice-présidente. La chambre se réunit pour la dernière fois à l’occasion d’une séance plénière le 30 mars 2011 ; elle est dissoute le lendemain, plus d’un mois avant les quatrièmes élections de l’Assemblée.

## Composition de l’exécutif

### Souverain
Lors de l’ouverture de la IIIe Assemblée galloise, le 3 mai 2007, Élisabeth II est la reine du Royaume-Uni depuis le 6 février 1952.

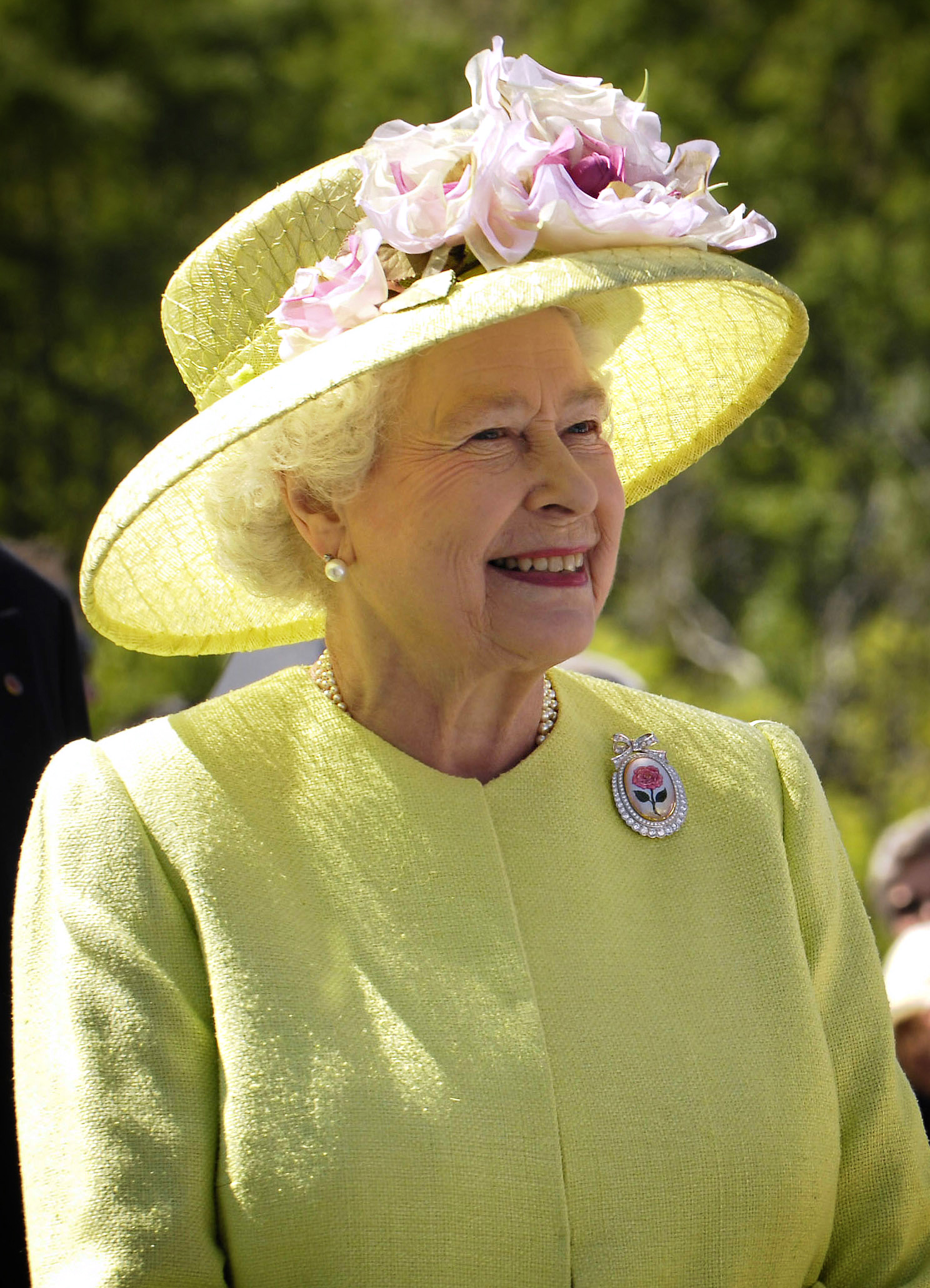
Élisabeth II, reine du Royaume-Uni.

### Premiers ministres successifs
Le premier ministre en fonction au début du cycle parlementaire est Rhodri Morgan. Lors d’une réunion des membres de l’Assemblée, le 25 mai 2007, il est reconduit dans sa fonction de chef de gouvernement. Démissionnaire le 9 décembre 2009, il est remplacé par Carwyn Jones,.

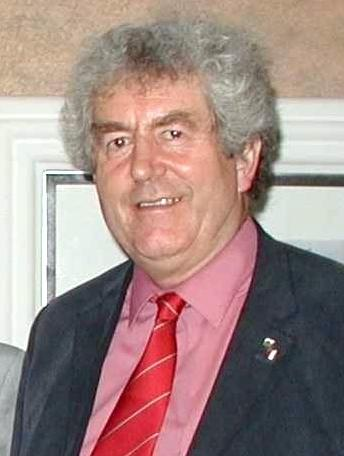
Rhodri Morgan, premier ministre de 2007 à 2009.
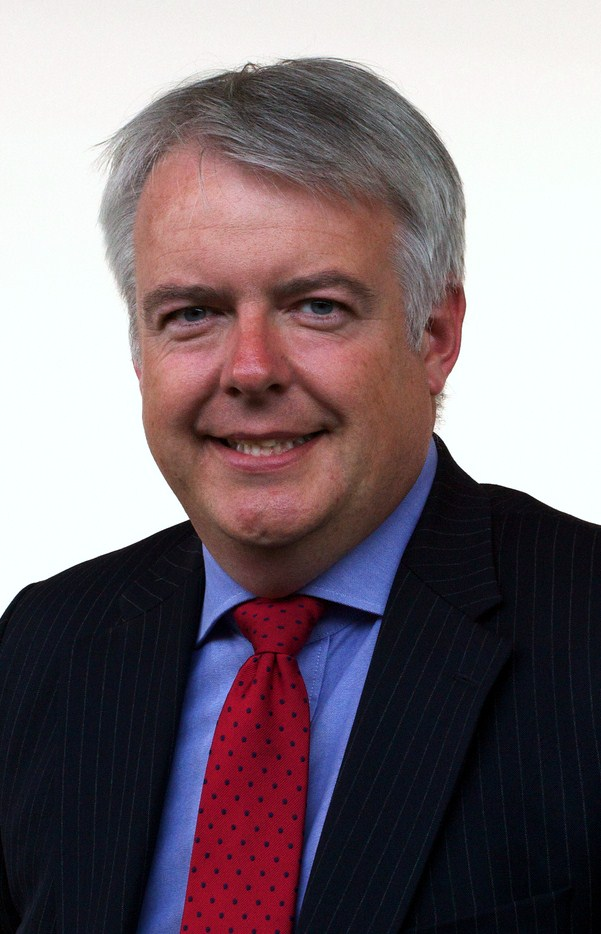
Carwyn Jones, premier ministre de 2009 à 2011.

### Cabinet et gouvernements successifs
Quatre structures gouvernementales, appelées « cabinet de l’Assemblée » et « gouvernements de l’Assemblée galloise », sont en fonction pendant la IIIe Assemblée galloise,,,.
| No  | Nom                    | Dates de mandat                                               | Partis          | Premier ministre et vice-premier ministre | Premier ministre et vice-premier ministre                                 | Premier ministre et vice-premier ministre | Premier ministre et vice-premier ministre                                 | Composition initiale         |
| --- | ---------------------- | ------------------------------------------------------------- | --------------- | ----------------------------------------- | ------------------------------------------------------------------------- | ----------------------------------------- | ------------------------------------------------------------------------- | ---------------------------- |
| 1er | Cabinet Morgan III     | 3 — 25 mai 2007 (22 jours)                                    | Labour          |                                           | Rhodri Morgan                                                             |                                           |                                                                           | 8 ministres 3 vice-ministres |
| 2e  | Gouvernement Morgan I  | 31 mai — 19 juillet 2007 (1 mois et 18 jours)                 | Labour          | 6 ministres 5 vice-ministres              | Rhodri Morgan                                                             |                                           |                                                                           |                              |
| 3e  | Gouvernement Morgan II | 19 juillet 2007 — 9 décembre 2009 (2 ans, 4 mois et 20 jours) | Labour et Plaid |                                           | Rhodri Morgan                                                             | Ieuan Wyn Jones                           | 1 vice-premier ministre 7 ministres 1 conseiller général 4 vice-ministres |                              |
| 4e  | Gouvernement Jones I   | 10 décembre 2009 — 31 mars 2011 (1 an, 3 mois et 21 jours)    | Labour et Plaid | Carwyn Jones                              | 1 vice-premier ministre 7 ministres 1 conseiller général 4 vice-ministres | Ieuan Wyn Jones                           |                                                                           |                              |

## Composition de l’Assemblée nationale du pays de Galles

### Résultats des élections générales de 2007
Des élections de l’Assemblée nationale du pays de Galles sont organisées le 3 mai 2007. Il s’agit des troisièmes élections autonomes au pays de Galles instituées dans le cadre de la dévolution du pouvoir.
Compte tenu des modalités d’élection des membres de l’Assemblée selon le système du membre additionnel (additional member system en anglais), on distingue deux types de votes conduits simultanément et organisés à un tour :
- un scrutin uninominal majoritaire d’un représentant dans chacune des 40 circonscriptions ;
- un scrutin plurinominal de quatre représentants dans chacune des 5 régions électorales.

À l’issue de ces deux scrutins, les « sièges compensatoires » (top-up seats en anglais) sont distribués après plusieurs tours d’attribution en fonction du résultat d’une formation politique au niveau des circonscriptions et en fonction du pourcentage de voix obtenu régionalement.
Ces élections sont l’occasion de la mise en œuvre d’un nouveau découpage des circonscriptions et des régions électorales.

#### Votes
Au niveau des circonscriptions, 40 sièges sont en jeu et 197 personnes se portent candidates à ces élections tandis que 290 candidats s’affrontent dans des listes à l’échelle des 5 régions électorales devant élire 4 représentants chacune, soit 20 sièges. Les conservateurs, les démocrates libéraux, les travaillistes et les nationalistes présentent des candidats dans toutes les circonscriptions et dressent des listes dans toutes les régions électorales.
La participation électorale s’élève à 44 %, soit 6 points de plus qu’aux élections de l’Assemblée de 2003 (38 %),.
| \| Pourcentages des votes régionaux et de circonscriptions \| Pourcentages des votes régionaux et de circonscriptions \| Pourcentages des votes régionaux et de circonscriptions \| Pourcentages des votes régionaux et de circonscriptions \| Pourcentages des votes régionaux et de circonscriptions \| \| ------------------------------------------------------- \| ------------------------------------------------------- \| ------------------------------------------------------- \| ------------------------------------------------------- \| ------------------------------------------------------- \| \| \| \| \| \| \| \| Labour \| Labour \| \| 30.92% \| 30.92% \| \| Conservatives \| Conservatives \| \| 21.91% \| 21.91% \| \| Plaid Cymru \| Plaid Cymru \| \| 21.70% \| 21.70% \| \| Liberal Democrats \| Liberal Democrats \| \| 13.26% \| 13.26% \| \| UKIP \| UKIP \| \| 2.89% \| 2.89% \| \| BNP \| BNP \| \| 2.16% \| 2.16% \| \| Green \| Green \| \| 1.73% \| 1.73% \| \| Autres \| Autres \| \| 5.43% \| 5.43% \| |                   |  |        |        |
| Pourcentages des votes régionaux et de circonscriptions |                   |  |        |        |
| |                   |  |        |        |
| Labour | Labour            |  | 30.92% | 30.92% |
| Conservatives | Conservatives     |  | 21.91% | 21.91% |
| Plaid Cymru | Plaid Cymru       |  | 21.70% | 21.70% |
| Liberal Democrats | Liberal Democrats |  | 13.26% | 13.26% |
| UKIP | UKIP              |  | 2.89%  | 2.89%  |
| BNP | BNP               |  | 2.16%  | 2.16%  |
| Green | Green             |  | 1.73%  | 1.73%  |
| Autres | Autres            |  | 5.43%  | 5.43%  |

#### Répartition des sièges
Seuls quatre partis politiques sont représentés à l’Assemblée nationale du pays de Galles. Aucun d’entre eux ne détient la majorité absolue (31 sièges), mais le parti ayant le contingent le plus important de membres de l’Assemblée est le Labour avec 26 sièges.
| \| Pourcentage des sièges de membres de l’Assemblée \| Pourcentage des sièges de membres de l’Assemblée \| Pourcentage des sièges de membres de l’Assemblée \| Pourcentage des sièges de membres de l’Assemblée \| Pourcentage des sièges de membres de l’Assemblée \| \| ------------------------------------------------ \| ------------------------------------------------ \| ------------------------------------------------ \| ------------------------------------------------ \| ------------------------------------------------ \| \| \| \| \| \| \| \| Labour \| Labour \| \| 43.33% \| 43.33% \| \| Plaid Cymru \| Plaid Cymru \| \| 25.00% \| 25.00% \| \| Conservatives \| Conservatives \| \| 20.00% \| 20.00% \| \| Liberal Democrats \| Liberal Democrats \| \| 10.00% \| 10.00% \| \| Indépendant \| Indépendant \| \| 1.67% \| 1.67% \| |                   |  |        |        |
| Pourcentage des sièges de membres de l’Assemblée |                   |  |        |        |
| |                   |  |        |        |
| Labour | Labour            |  | 43.33% | 43.33% |
| Plaid Cymru | Plaid Cymru       |  | 25.00% | 25.00% |
| Conservatives | Conservatives     |  | 20.00% | 20.00% |
| Liberal Democrats | Liberal Democrats |  | 10.00% | 10.00% |
| Indépendant | Indépendant       |  | 1.67%  | 1.67%  |

#### Assemblée entrante
L’Assemblée nationale du pays de Galles élue le 3 mai 2007 entre en fonction le lendemain, lorsque les membres de l’Assemblée sont déclarés élus, jusqu’au 31 mars 2011, jour de sa dissolution, plus d’un mois avant les élections générales.
La séance d’installation de l’Assemblée se déroule le 9 mai 2007 tandis que la séance de fin de mandature se tient le 30 mars 2011,.
Parmi les 60 membres élus à l’Assemblée, on dénombre :
- 28 femmes (46,67 % des sièges) ;
- un membre de la Chambre des lords (1,67 % des sièges).

| Parti             | Mode d’élection de membres | Mode d’élection de membres | Sexe des membres | Sexe des membres | Exercice du mandat | Exercice du mandat | Participation à une autre législature | Participation à une autre législature |
| ----------------- | -------------------------- | -------------------------- | ---------------- | ---------------- | ------------------ | ------------------ | ------------------------------------- | ------------------------------------- |
| Parti             | Uninominal                 | Plurinominal               | Hommes           | Femmes           | Depuis 1999        | Depuis 2007        | Communes                              | Lords                                 |
| Labour            | 24                         | 2                          | 11               | 15               | 17                 | 3                  | —                                     | —                                     |
| Plaid Cymru       | 7                          | 8                          | 8                | 7                | 8                  | 4                  | —                                     | 1                                     |
| Conservatives     | 5                          | 7                          | 11               | 1                | 5                  | 5                  | —                                     | —                                     |
| Liberal Democrats | 3                          | 3                          | 3                | 3                | 5                  | —                  | —                                     | —                                     |
| People’s Voice    | 1                          | —                          | —                | 1                | —                  | —                  | —                                     | —                                     |

### Modifications à la composition
La composition de l’Assemblée nationale du pays de Galles est modifiée par un remplacement au niveau des régions électorales à la suite de la démission d’un membre de l’Assemblée.

#### Remplacement
| Région électorale | Liste             | Membre sortant | Membre sortant | Fin de mandat    | Raison    | Membre entrant | Membre entrant  | Début de mandat  |
| ----------------- | ----------------- | -------------- | -------------- | ---------------- | --------- | -------------- | --------------- | ---------------- |
| South Wales East  | Liberal Democrats |                | Mike German    | 1er juillet 2010 | Démission |                | Veronica German | 1er juillet 2010 |

## Élection de la présidence de l’Assemblée
Le président de l’Assemblée nationale du pays de Galles est élu le 9 mai 2007 à la séance d’ouverture de la troisième mandature. Elle est présidée par Claire Clancy, directrice générale et greffière de l’Assemblée.
La greffière demande aux membres de l’Assemblée des candidatures pour le poste. Ieuan Wyn Jones, membre du groupe de Plaid Cymru, propose alors la candidature du président sortant Dafydd Elis-Thomas (Plaid Cymru) qu’Edwina Hart appuie en qualité de représentant du groupe travailliste. En l’absence d’autres candidatures et d’objections, il est déclaré élu par la greffière et prend place à la tête de l’Assemblée.
Le président demande ensuite à ses collègues des candidats pour le poste de vice-président de l’Assemblée nationale du pays de Galles. Rhodri Morgan (Labour) suggère la candidature de Rosemary Butler (Labour), soutenu par Mike German, membre des Liberal Democrats. Elle est donc dûment déclarée vice-présidente de l’Assemblée par le président en l’absence d’avis contraires.

## Élections des premiers ministres

### Élection de 2007
Lors de la séance du 25 mai 2007, le président de l’Assemblée nationale du pays de Galles suggère aux membres de l’Assemblée de proposer un candidat pour occuper le poste de premier ministre. Jane Hutt, au nom du Labour avance la candidature de Rhodri Morgan. En l’absence d’autres propositions, il est déclaré premier ministre par le président.

### Élection de 2009
L’élection d’un nouveau premier ministre est enclenchée par le président de l’Assemblée le 9 décembre 2009 lorsqu’il apprend que la reine accepte la démission de Rhodri Morgan. Ainsi, au cours d’une séance plénière, il demande aux membres de l’Assemblée de proposer un candidat pour occuper le poste. Rhodri Morgan, au nom du Labour avance la candidature de Carwyn Jones, qui est déclaré premier ministre par le président à défaut d’autres candidatures.

## Élection de la commission de l’Assemblée

### Composition initiale
La nomination des membres de la commission de l’Assemblée est adoptée le 6 juin 2007 sur proposition de Jane Hutt :
- Lorraine Barrett y représente le Labour ;
- Elin Jones Plaid Cymru ;
- William Graham les Conservatives ;
- Peter Black les Liberal Democrats.

### Modification de 2007
Elin Jones ayant été nommée dans le gouvernement, elle est remplacée par Chris Franks après un vote adopté dans une séance plénière le 18 septembre 2007 sur proposition de Carwyn Jones,

## Groupes politiques

### Présidences et statuts des groupes
| Groupes                     | Groupes                                        | Abréviation | Chef                        | Statut vis-à-vis du cabinet         | Statut vis-à-vis du cabinet |
| Groupes                     | Groupes                                        | Abréviation | Chef                        | Position                            | Période                     |
| --------------------------- | ---------------------------------------------- | ----------- | --------------------------- | ----------------------------------- | --------------------------- |
|                             | Labour / Llafur                                | LAB         | Rhodri Morgan (2007-2009)   | Participation - (I - II - III - IV) | 2007-2011                   |
| Carwyn Jones (2009-2011)    | Labour / Llafur                                | LAB         |                             | Participation - (I - II - III - IV) | 2007-2011                   |
|                             | The Party of Wales / Plaid Cymru               | PC          | Ieuan Wyn Jones (2007-2011) | Opposition (officielle)             | 2007                        |
| Participation - (III - IV)  | The Party of Wales / Plaid Cymru               | PC          | Ieuan Wyn Jones (2007-2011) | 2007-2011                           |                             |
|                             | Conservatives / Y Ceidwadwyr                   | CON         | Nick Bourne (2007-2011)     | Opposition                          | 2007                        |
| Opposition (officielle)     | Conservatives / Y Ceidwadwyr                   | CON         | Nick Bourne (2007-2011)     | 2007-2011                           |                             |
|                             | Liberal Democrats / Y Democratiaid Rhyddfrydol | LD          | Mike German (2007-2008)     | Opposition                          | 2007-2011                   |
| Kirsty Williams (2008-2011) | Liberal Democrats / Y Democratiaid Rhyddfrydol | LD          |                             | Opposition                          | 2007-2011                   |

### Composition
À l’ouverture de la troisième mandature, quatre groupes politiques sont formés à l’Assemblée nationale du pays de Galles.

#### Labour
Le groupe du Labour (Lafur en gallois) se compose de 26 membres de l’Assemblée à l’entrée en fonction de la législature.
Rhodri Morgan, nommé premier ministre le 25 mai 2007, chef du groupe depuis le 11 février 2000 à la suite de la démission d’Alun Michael, sous la Ire Assemblée galloise, est de facto reconduit sous la IIIe Assemblée,.
Le 1er octobre 2009, Rhodri Morgan annonce sa démission du poste de premier ministre d’ici la fin de l’année. Une course à la direction du parti (en) voit la désignation de Carwyn Jones comme chef du Labour le 1er décembre 2009. Ce dernier succède à Rhodri Morgan le 9 décembre suivant, le jour de sa démission effective,,.

#### Plaid Cymru
Le groupe de Plaid Cymru (The Party of Wales en anglais) se compose de 12 membres de l’Assemblée à l’entrée en fonction de la législature.
Ieuan Wyn Jones, chef du groupe depuis le 4 août 2000 à la suite de la démission de Dafydd Wigley, sous la Ire Assemblée galloise, est reconduit dans sa position en 2007. Après l’accord de coalition conclu entre la Labour et Plaid Cymru, il prend le titre de vice-premier ministre au sein du gouvernement dirigé par Rhodri Morgan à partir du 19 juillet 2007 en qualité de chef du parti minoritaire de la coalition. Il conserve ce poste dans le gouvernement de Carwyn Jones,,,.
Le 8 décembre 2009, Mohammad Asghar quitte le groupe pour rejoindre celui des Conservatives, ramenant à 14 le nombre de membres de Plaid à l’Assemblée.

#### Conservatives
Le groupe des Conservatives (Y Ceidwadwyr en gallois) se compose de 12 membres de l’Assemblée à l’entrée en fonction de la législature.
Nick Bourne, chef du groupe depuis le 18 août 1999 à la suite de la démission de Rod Richards, sous la Ire Assemblée galloise, est reconduit sous la IIIe Assemblée,.
Le 8 décembre 2009, Mohammad Asghar quitte le groupe de Plaid Cymru pour rejoindre celui des Conservatives, ramenant à 13 le nombre de conservateurs à l’Assemblée.

#### Liberal Democrats
Le groupe des Liberal Democrats (Y Democratiaid Rhyddfrydol en gallois) se compose de 6 membres de l’Assemblée à l’entrée en fonction de la législature.
Mike German, chef du groupe depuis le 12 mai 1999, sous la Ire Assemblée galloise, est reconduit sous la IIIe Assemblée. En mai 2008, il annonce qu’il renoncera à la direction du parti (et donc celle du groupe) à l’automne. Kirsty Williams est désignée le 8 décembre 2008 pour lui succéder en tant que chef des Liberal Democrats,,,.
Promu pair viager dans les Dissolution Honours (en) de Gordon Brown le 28 mai 2010, Mike German démissionne de son poste de membre de l’Assemblée le 1er juillet 2010 pour siéger dans la Chambre des lords. Il est immédiatement remplacé par son épouse Veronica German, la candidate libérale démocrate suivante sur la liste régionale, n’altérant pas le nombre de représentants des Liberal Democrats au Senedd,.

#### Non-inscrits
À l’ouverture du cycle parlementaire, Trish Law est la seule membre de l’Assemblée à siéger en indépendante. Politiquement, elle appartient au People’s Voice depuis le 30 janvier 2007,,,.

### Historique de la composition des groupes
|                 | Groupe                                                  | Groupe                                                  | Groupe                                                  | Groupe                                                  | Non-inscrits                                            | Vacant                                                  |
| LAB             | PC                                                      | CON                                                     | LD                                                      |                                                         | Non-inscrits                                            | Vacant                                                  |
| --------------- | ------------------------------------------------------- | ------------------------------------------------------- | ------------------------------------------------------- | ------------------------------------------------------- | ------------------------------------------------------- | ------------------------------------------------------- |
|                 |                                                         |                                                         |                                                         |                                                         | Non-inscrits                                            | Vacant                                                  |
| 4 mai 2007      | Début de la troisième mandature de l’Assemblée galloise | Début de la troisième mandature de l’Assemblée galloise | Début de la troisième mandature de l’Assemblée galloise | Début de la troisième mandature de l’Assemblée galloise | Début de la troisième mandature de l’Assemblée galloise | Début de la troisième mandature de l’Assemblée galloise |
| 9 mai 2007      | 26                                                      | 15                                                      | 12                                                      | 6                                                       | 1                                                       |                                                         |
| 18 juillet 2007 | Formation d’un gouvernement de coalition                | Formation d’un gouvernement de coalition                | Formation d’un gouvernement de coalition                | Formation d’un gouvernement de coalition                | Formation d’un gouvernement de coalition                | Formation d’un gouvernement de coalition                |
| 18 juillet 2007 | 26                                                      | 15                                                      | 12                                                      | 6                                                       | 1                                                       |                                                         |
| 8 décembre 2009 | 26                                                      | 14                                                      | 13                                                      | 6                                                       | 1                                                       |                                                         |
| 31 mars 2011    | Fin de la troisième mandature de l’Assemblée galloise   | Fin de la troisième mandature de l’Assemblée galloise   | Fin de la troisième mandature de l’Assemblée galloise   | Fin de la troisième mandature de l’Assemblée galloise   | Fin de la troisième mandature de l’Assemblée galloise   | Fin de la troisième mandature de l’Assemblée galloise   |

## Présidences des comités

### Comités législatifs
Les comités législatifs (standing committees en anglais) font l’objet d’une création en début de législature : celui des Affaires le 6 juin 2007, ceux des Normes de conduite, de l’Audit, de la Finance, de l’Égalité des chances, des Affaires européennes et extérieures et des Pétitions le 26 juin 2007, et celui des Enfants et des Jeunes le 16 octobre 2007. Seul le comité pour l’Examen du premier ministre est formé plus tardivement, le 11 février 2009,,,.
Le 4 novembre 2009, le comité de l’Audit est renommé comité des Comptes publics.
| Comité législatif                   | Formation       | Dissolution  | Président | Président          | Groupe | Période   |
| ----------------------------------- | --------------- | ------------ | --------- | ------------------ | ------ | --------- |
| Affaires                            | 6 juin 2007     | 31 mars 2011 |           | Dafydd Elis-Thomas | P      | 2007-2011 |
| Normes de conduite                  | 26 juin 2007    | 31 mars 2011 |           | Jeff Cuthbert      | LAB    | 2007-2011 |
| Comptes publics                     | 26 juin 2007    | 31 mars 2011 |           | David Melding      | CON    | 2007-2009 |
| Comptes publics                     | 26 juin 2007    | 31 mars 2011 |           | Jonathan Morgan    | CON    | 2009-2010 |
| Comptes publics                     | 26 juin 2007    | 31 mars 2011 |           | Darren Millar      | CON    | 2010-2011 |
| Finance                             | 26 juin 2007    | 31 mars 2011 |           | Alun Cairns        | CON    | 2007-2008 |
| Finance                             | 26 juin 2007    | 31 mars 2011 |           | Angela Burns       | CON    | 2008-2011 |
| Égalité des chances                 | 26 juin 2007    | 31 mars 2011 |           | Ann Jones          | LAB    | 2007-2011 |
| Affaires européennes et extérieures | 26 juin 2007    | 31 mars 2011 |           | Sandy Mewies       | LAB    | 2007-2010 |
| Affaires européennes et extérieures | 26 juin 2007    | 31 mars 2011 |           | Rhodri Morgan      | LAB    | 2010-2011 |
| Pétitions                           | 26 juin 2007    | 31 mars 2011 |           | Val Lloyd          | LAB    | 2007-2010 |
| Pétitions                           | 26 juin 2007    | 31 mars 2011 |           | Christine Chapman  | LAB    | 2010-2011 |
| Enfants et Jeunes                   | 16 octobre 2007 | 31 mars 2011 |           | Helen Mary Jones   | PC     | 2007-2011 |
| Examen du premier ministre          | 11 février 2009 | 31 mars 2011 |           | Darren Millar      | CON    | 2009-2011 |
| Examen du premier ministre          | 11 février 2009 | 31 mars 2011 |           | David Melding      | CON    | 2011      |

### Comités d’examen
Les quatre comités d’examen (scrutiny committees en anglais) font l’objet d’une création en début de législature, le 26 juin 2007.
| Comité législatif                      | Formation    | Dissolution  | Président | Président       | Groupe | Période   |
| -------------------------------------- | ------------ | ------------ | --------- | --------------- | ------ | --------- |
| Communautés et Culture                 | 26 juin 2007 | 31 mars 2011 |           | Janice Gregory  | LAB    | 2007-2010 |
| Communautés et Culture                 | 26 juin 2007 | 31 mars 2011 |           | Sandy Mewies    | LAB    | 2010-2011 |
| Durabilité                             | 26 juin 2007 | 31 mars 2011 |           | Mick Bates      | LD     | 2007-2010 |
| Durabilité                             | 26 juin 2007 | 31 mars 2011 |           | Mike German     | LD     | 2010      |
| Durabilité                             | 26 juin 2007 | 31 mars 2011 |           | Kirsty Williams | LD     | 2010-2011 |
| Entreprise et Apprentissage            | 26 juin 2007 | 31 mars 2011 |           | Gareth Jones    | PC     | 2007-2011 |
| Santé, Bien-être et Gouvernement local | 26 juin 2007 | 31 mars 2011 |           | Jonathan Morgan | CON    | 2007-2011 |

## Principaux événements

### Affaires parlementaires
| Date             | Événement |
| ---------------- | --- |
| 3 mai 2007       | Troisièmes élections de l’Assemblée nationale du pays de Galles                                                              |
| 4 mai 2007       | Ouverture du cycle parlementaire                                                                                             |
| 9 mai 2007       | Séance inaugurale de l’Assemblée : - Dafydd Elis-Thomas est élu président - Rosemary Butler est élue vice-présidente         |
| 25 mai 2007      | Élection de Rhodri Morgan comme premier ministre                                                                             |
| 31 mai 2007      | Formation du premier gouvernement de Rhodri Morgan                                                                           |
| 5 juin 2007      | Ouverture solennelle de l’Assemblée par Élisabeth II, le duc d’Édimbourg, le prince de Galles et la duchesse de Cornouailles |
| 6 juin 2007      | Élection des commissaires de l’Assemblée                                                                                     |
| 27 juin 2007     | Annonce de l’accord de coalition One Wales (en) entre le Labour et Plaid Cymru                                               |
| 19 juillet 2007  | Formation du second gouvernement de Rhodri Morgan avec Ieuan Wyn Jones comme vice-premier ministre                           |
| 17 avril 2008    | Inauguration de la Siambr Hywel, un centre interactif, dans l’ancien lieu de réunion de l’Assemblée                          |
| 26 juin 2008     | Ouverture solennelle de la Siambr Hywel par le prince de Galles                                                              |
| 18 novembre 2009 | Publication du rapport de l’All Wales Convention                                                                             |
| 9 décembre 2009  | Démission de Rhodri Morgan du poste de premier ministre                                                                      |
| 9 décembre 2009  | Élection de Carwyn Jones comme premier ministre                                                                              |
| 10 décembre 2009 | Formation du premier gouvernement de Carwyn Jones                                                                            |
| 9 février 2010   | Motion de l’Assemblée recommandant la tenue d’un référendum sur les pouvoirs législatifs                                     |
| 1er mars 2010    | Réouverture du bâtiment de Pierhead                                                                                          |
| 3 mars 2011      | Référendum sur les pouvoirs législatifs de l’Assemblée nationale du pays de Galles                                           |
| 30 mars 2011     | Dernière séance de l’Assemblée                                                                                               |
| 31 mars 2011     | Clôture du cycle parlementaire                                                                                               |

### Adresses et visites de l’Assemblée
| Date              | Personnalité                                                                               |
| ----------------- | ------------------------------------------------------------------------------------------ |
| 15 avril 2008     | Richard Torbay, président de l’assemblée législative de la Nouvelle-Galles-du-Sud (visite) |
| 15 octobre 2008   | Toomas Hendrik Ilves, président de la république d’Estonie (adresse)                       |
| 13 novembre 2008  | Letsie III, roi du Lesotho (visite)                                                        |
| 14 juillet 2009   | Harry Jenkins, président de la Chambre des représentants du Parlement australien (visite)  |
| 14 juillet 2009   | John Bercow, président de la Chambre des communes (visite)                                 |
| 30 septembre 2010 | José Manuel Durão Barroso, président de la Commission européenne (visite)                  |
| 6 octobre 2010    | ’Masenate Mohato Seeiso, reine du Lesotho (visite)                                         |